# Ernst Deichmann
Ernst August Ludwig Ferdinand Deichmann (* 22. Juni 1856 in Lembach; † 29. Juli 1921 ebenda) war ein deutscher Rittergutsbesitzer und Abgeordneter des Provinziallandtages der preußischen Provinz Hessen-Nassau.

## Leben
Ernst August Ludwig Ferdinand Deichmann wurde als Sohn des Bürgermeisters Alexander Philipp Deichmann und dessen Gemahlin Elise Lünzel geboren. Er übernahm das Rittergut Gilserhof, das sein Vater vom Ritterschaftlichen Stift Kaufungen gepachtet hatte. In seinem Heimatort betrieb Ernst Deichmann eine Ziegelei. 1887 wurde er Abgeordneter des 44. Kurhessischen Kommunallandtages des Regierungsbezirks Kassel, aus dessen Mitte er zum Abgeordneten des Provinziallandtages der Provinz Hessen-Nassau gewählt wurde. Er gehörte bis 1919 den Parlamenten an.